# Lija
Lija est une localité de Malte d'environ 3 000 habitants, située dans le centre de Malte, lieu d'un conseil local (Kunsilli Lokali) compris dans la région (Reġjun) Ċentrali. Elle constitue, avec Ħ'Attard et Balzan, la communauté de fait dite des Tlett Villaġġi (Trois Villages).

## Paroisse

### Église
Le village possède une église paroissiale dédiée au Saint-Sauveur, l'église de la Transfiguration.

## Géographie
|       | Naxxar   | Iklin  |
| Mosta | Ħal Lija | Balzan |
|       | Ħ'Attard |        |

## Patrimoine et culture

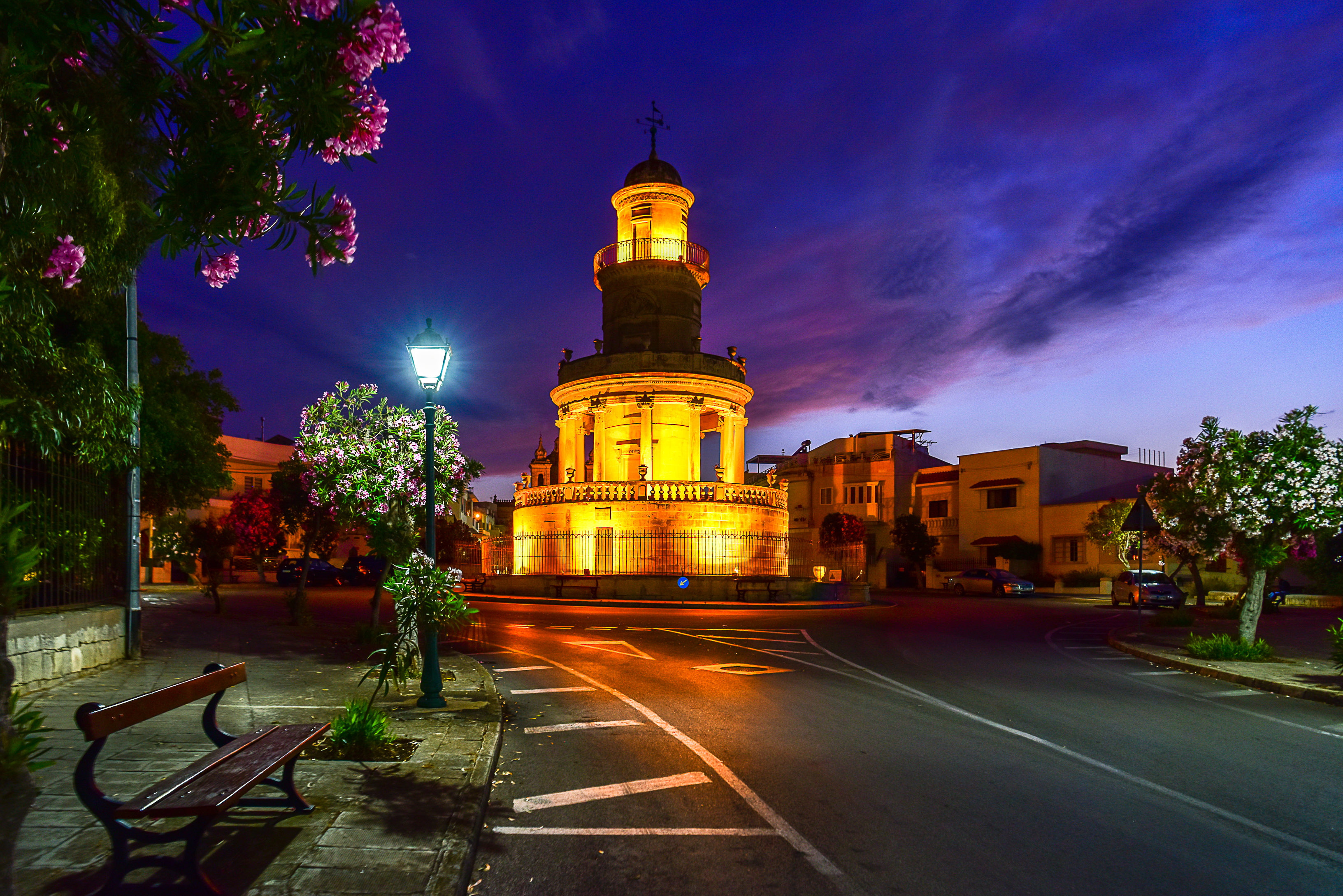
Le bélvédère de Lija. Construit en 1857 il était à l'origine un aménagement de jardin dans une villa. Mai 2020.

### Personnes notables
L'auteur britannique Anthony Burgess a résidé de 1968 à 1970 à Lija avec son épouse après avoir quitté le Royaume-Uni pour raisons fiscales. Il quittera Malte après qu'un texte qu'il devait chroniquer ait été censuré par les autorités maltaises. L'ouvrage La Puissance des ténèbres paru en 1980 évoque en partie cette période et cette expéricence,.

## Sources
- (mt) Alfie Guillaumier, Bliet u Rħula Maltin (Villes et villages maltais), Klabb Kotba Maltin, Malte, 2005.
- (en) Juliet Rix, Malta and Gozo, Brad Travel Guide, Angleterre, 2013.
- Alain Blondy, Malte, Guides Arthaud, coll. Grands voyages, Paris, 1997.